# エナジーモデルエージェンシー
エナジーモデルエージェンシー（EnergyModelAgency、Atomic & Primitive Energy）は日本のモデルエージェンシー。
雑誌やCMなどに出演している日本人の女性モデルのマネージメントを手がけている。

## 所属モデル
- 斎藤恵美
- ユカリオ
- 瑛美
- 清水朱里
- 余西操
- 久保京子
- 高橋奈々枝
- 田辺あゆみ
- 大屋たまき
- 菊池恵子

## 過去に所属したモデル
- 森貴美子
- 五明祐子
- 黒田エイミ
- 松島花